# Selachochthonius serratidentatus
Selachochthonius serratidentatus är en spindeldjursart som först beskrevs av Edvard Ellingsen 1912.  Selachochthonius serratidentatus ingår i släktet Selachochthonius och familjen käkklokrypare. Inga underarter finns listade i Catalogue of Life.